# Грималда
Грималда је село у хрватском делу Истре. Налази се на територији општине Церовље и према попису из 2001. године има 78 становника.
Први пут се помиње 1202. године. У селу постоји црква Св. Јурја изграђена у 13. веку, која је преуређена у раздобљу готике. Поред цркве је 1891. године изграђена нова жупна црква Св. Јурја у неокласицистичком стилу.